# Мереф'янська міська рада
Мереф'янська міська́ ра́да — адміністративно-територіальна одиниця та орган місцевого самоврядування в Харківському районі Харківської області. Адміністративний центр — місто Мерефа.

## Загальні відомості
Мереф'янська міська рада утворена в 1938 році.
- Територія ради: 71,37 км²
- Населення ради: 26 677 осіб (станом на 2001 рік)
- Територією ради протікають річки Мжа, Мерефа, Ржавчик.

## Населені пункти
Міській раді підпорядковані населені пункти:
- м. Мерефа
- с-ще Селекційне

## Склад ради
Рада складається з 40 депутатів та голови.
- Голова ради: Сітов Веніамін Іванович
- Секретар ради: Погорелова Світлана Віталіївна

### Керівний склад попередніх скликань
| Прізвище, ім'я, по батькові | Основні відомості                                                                                        | Дата обрання | Дата звільнення |
| --------------------------- | --- | ------------ | --------------- |
| Хихля Борис Георгійович     | Міський голова, 1949 року народження, освіта вища, безпартійний, був головою ради попереднього скликання | 26.03.2006   | 31.10.2010      |
| Сітов Веніамін Іванович     | Міський голова, 1966 року народження, освіта вища, член Партії регіонів                                  | 31.10.2010   |                 |

Примітка: таблиця складена за даними сайту Верховної Ради України

### Депутати
За результатами місцевих виборів 2010 року депутатами ради стали:

#### За суб'єктами висування
| Суб'єкт висування                                       | Кількість обраних депутатів | %   |
| ------------------------------------------------------- | --------------------------- | --- |
| Партія регіонів                                         | 28                          | 70  |
| Комуністична партія України                             | 3                           | 7,5 |
| Політична партія Всеукраїнське об'єднання «Батьківщина» | 3                           | 7,5 |
| Політична партія «Сильна Україна»                       | 2                           | 5   |
| Політична партія «Фронт Змін»                           | 2                           | 5   |
| Партія «Відродження»                                    | 1                           | 2,5 |
| Українська Народна Партія                               | 1                           | 2,5 |

#### За округами
| № округу                                                | Прізвище, ім'я, по батькові         | Дата визнання обраним | Освіта             | Партійна приналежність                        | Відомості про обраного депутата                                                                      |
| ------------------------------------------------------- | ----------------------------------- | --------------------- | ------------------ | --------------------------------------------- | --- |
| Комуністична партія України                             |                                     |                       |                    |                                               | |
| б/м                                                     | Діброва Василь Петрович             | 03.11.2010            | вища               | член Комуністичної партії України             | Мереф'янська ЦРЛ, лікар                                                                              |
| б/м                                                     | Усікова Валентина Пилипівна         | 03.11.2010            | середня            | член Комуністичної партії України             | Мереф'янська ЦРЛ, бухгалтер                                                                          |
| б/м                                                     | Рудим Тетяна Федорівна              | 03.11.2010            | вища               | член Комуністичної партії України             | Мереф'янська загальноосвітня школа № 1, вчитель                                                      |
| Партія «ВІДРОДЖЕННЯ»                                    |                                     |                       |                    |                                               | |
| б/м                                                     | Федоренко Інна Олексіївна           | 03.11.2010            | вища               | член Партії «ВІДРОДЖЕННЯ»                     | ІОЦ, помічник начальника ІОЦ з кадрів і соц. питань                                                  |
| Партія регіонів                                         |                                     |                       |                    |                                               | |
| б/м                                                     | Червоний Анатолій Сергійович        | 03.11.2010            | вища               | член Партії регіонів                          | Харківська районна державна адміністрація, начальник відділу освіти                                  |
| б/м                                                     | Дядченко Тетяна Петрівна            | 03.11.2010            | вища               | член Партії регіонів                          | Мереф'янський ДНЗ № 1, методист                                                                      |
| б/м                                                     | Погорілий Сергій Леонідович         | 03.11.2010            | вища               | член Партії регіонів                          | Харківський РЕМ, начальник                                                                           |
| б/м                                                     | Смашний Федір Володимирович         | 03.11.2010            | вища               | член Партії регіонів                          | Артемівський спиртзавод, директор                                                                    |
| б/м                                                     | Зибнєв Вадим Леонідович             | 03.11.2010            | середня            | член Партії регіонів                          | ПП «Мереф'янське АТП», директор                                                                      |
| б/м                                                     | Хихля Борис Георгійович             | 03.11.2010            | вища               | член Партії регіонів                          | Мереф'янська міська рада, голова                                                                     |
| б/м                                                     | Сердюк Ірина Володимирівна          | 03.11.2010            | вища               | член Партії регіонів                          | Будинок культури «Овочівник», керівник зразкового хореографічного колективу                          |
| б/м                                                     | Базилевська Лідія Володимирівна     | 03.11.2010            | середня спеціальна | член Партії регіонів                          | Мереф'янська ЦРЛ, медична сестра                                                                     |
| б/м                                                     | Ісіченко Віктор Семенович           | 03.11.2010            | вища               | член Партії регіонів                          | ХРДА, начальник «служба постачальника»                                                               |
| 1                                                       | Лінник Алла Миколаївна              | 31.10.2010            | вища               | член Партії регіонів                          | Мереф'янська загальноосвітня школа № 1, директор                                                     |
| 2                                                       | Карпенко Галина Петрівна            | 31.10.2010            | вища               | позапартійна                                  | Мереф'янська ЦРЛ, завідувачка дитячої поліклініки                                                    |
| 3                                                       | Сергієнко Володимир Васильович      | 31.10.2010            | вища               | член Партії регіонів                          | Товариство з- обмеженою відповідальністю "Мереф'янський оптово роздрібний центр «Меркурій», директор |
| 4                                                       | Біленький Володимир Павлович        | 31.10.2010            | вища               | член Партії регіонів                          | Мереф'янська ЦРЛ, завідувач хірургічного відділення                                                  |
| 5                                                       | Коваль Валентина Євгенівна          | 31.10.2010            | вища               | член Партії регіонів                          | Мереф'янський медичний ліцей, директор                                                               |
| 6                                                       | Яковенко Тетяна Станіславівна       | 31.10.2010            | вища               | член Партії регіонів                          | Товариство з- обмеженою відповідальністю «Аптека № 97», директор                                     |
| 7                                                       | Нечепоренко Олександр Володимирович | 07.02.2011            | середня спеціальна | член Партії регіонів                          | ПП «Енергометалбудторг», директор                                                                    |
| 8                                                       | Рижкова Тамара Степанівна           | 31.10.2010            | вища               | член Партії регіонів                          | Мереф'янська загальноосвітня школа № 6, директор                                                     |
| 9                                                       | Мішина Любов Анатоліївна            | 31.10.2010            | вища               | член Партії регіонів                          | Фізична особа-підприємець «Мішина», приватний підприємець                                            |
| 10                                                      | Щит Сергій Анатолійович             | 31.10.2010            | вища               | позапартійний                                 | Інститут овочівництва та баштанництва, головний енергетик                                            |
| 11                                                      | Штепа Віталій Володимирович         | 31.10.2010            | вища               | член Партії регіонів                          | Мереф'янська ЦРЛ, лікар-анестезіолог                                                                 |
| 12                                                      | Галіченко Наталія Миколаївна        | 31.10.2010            | вища               | член Партії регіонів                          | Мереф'янська загальноосвітня школа № 3, директор                                                     |
| 13                                                      | Кавердій Наталія Миколаївна         | 31.10.2010            | вища               | член Партії регіонів                          | Мереф'янська загальноосвітня школа № 4, директор                                                     |
| 15                                                      | Доброскокіна Тетяна Іванівна        | 31.10.2010            | середня            | член Партії регіонів                          | ТОВ «Скловолокно», змінний майстер                                                                   |
| 16                                                      | Кайдашова Валентина Григорівна      | 31.10.2010            | вища               | член Партії регіонів                          | Мереф'янська загальноосвітня школа № 5, директор                                                     |
| 17                                                      | Цепеленко Вікторія Анатоліївна      | 31.10.2010            | вища               | член Партії регіонів                          | приватний підприємець                                                                                |
| 18                                                      | Войтенко Юрій Юрійович              | 31.10.2010            | вища               | член Партії регіонів                          | Дочірне підприємство «Артемівський спиртзавод», головний технолог                                    |
| 19                                                      | Войтенко Юрій Васильович            | 31.10.2010            | вища               | член Партії регіонів                          | Дочірне підприємство «Артемівський спиртзавод», заступник директора з виробництва                    |
| 20                                                      | Лялюк Анатолій Іванович             | 31.10.2010            | вища               | член Партії регіонів                          | фізична особа-підприємець                                                                            |
| Політична партія Всеукраїнське об'єднання «Батьківщина» |                                     |                       |                    |                                               | |
| б/м                                                     | Гарбуз Сергій Миколайович           | 03.11.2010            | вища               | член Всеукраїнського об'єднання «Батьківщина» | приватний підприємець                                                                                |
| б/м                                                     | Луганський Ігор Миколайович         | 03.11.2010            | вища               | член Всеукраїнського об'єднання «Батьківщина» | тимчасово не працює                                                                                  |
| б/м                                                     | Фірсова Наталя Вікторівна           | 03.11.2010            | вища               | член Всеукраїнського об'єднання «Батьківщина» | ВАТ «Морський Транспортний Банк», м. Харків, начальник юридичного відділу                            |
| Політична партія «Сильна Україна»                       |                                     |                       |                    |                                               | |
| б/м                                                     | Панченко Андрій Васильович          | 03.11.2010            | вища               | член Політичної партії «Сильна Україна»       | Юридично-інноваційна компанія «Юрінком», керуючий партнер                                            |
| 14                                                      | Стаднік Олександр Васильович        | 03.11.2010            | вища               | член Політичної партії «Сильна Україна»       | Манометр-Харків, енергетик                                                                           |
| Політична партія «Фронт Змін»                           |                                     |                       |                    |                                               | |
| б/м                                                     | Ліверець Ігор Юрійович              | 03.11.2010            | вища               | позапартійний                                 | Харківське РВ ГУ МВС України в Харківській області, заступник начальника — начальник штабу           |
| б/м                                                     | Колодяжний Ігор Олександрович       | 03.11.2010            | вища               | член Політичної партії «Фронт Змін»           | Фізична особа — підприємець Глушко І. Г., інженер                                                    |
| Українська Народна Партія                               |                                     |                       |                    |                                               | |
| б/м                                                     | Легеза Галина Василівна             | 03.11.2010            | вища               | член Української Народної Партії              | тимчасово не працює                                                                                  |